# Hieronymus z Clary-Aldringenu
Kníže Jeroným z Clary a Aldringenu (* 25. března 1944, Teplice) je český šlechtic a hlavní představitel a od 1. března 2007 (titulárně) 9. kníže rodu Clary-Aldringenů.

## Život

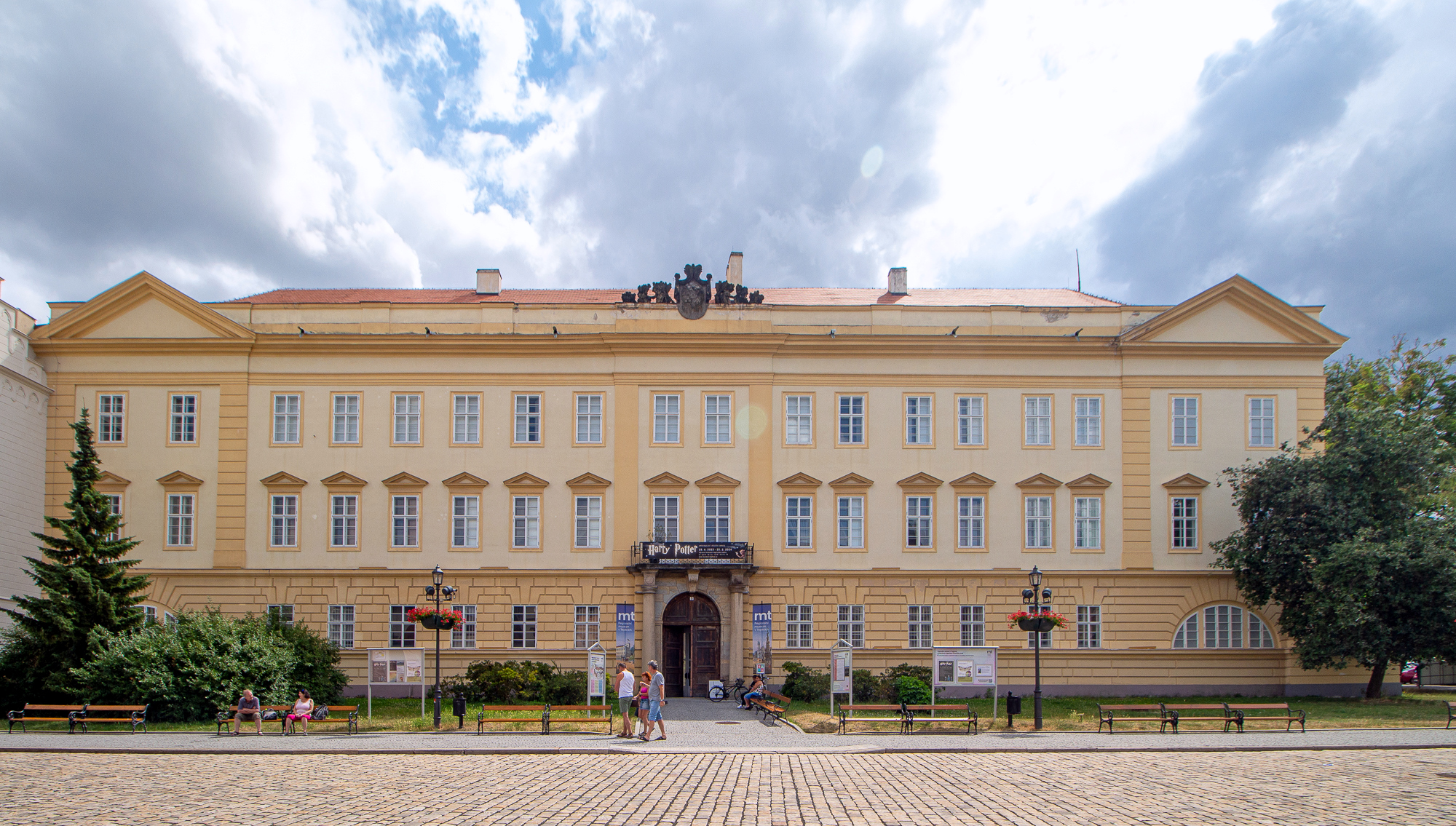
Rodný zámek v Teplicích byl v majetku rodu v letech 1634-1945

Narodil se jako Jeroným Maria Alfons Hanuš Oldřich Siegfried Josef Antonín kníže z Clary a Aldringenu (německy Hieronymus Maria Alfons Hans Ulrich Siegfried Josef Antonio Fürst von Clary und Aldringen), syn Markuse, 8. knížete z Clary-Aldringenu (1919-2007) a jeho první manželky hraběnky Pauly ze Schaffgotsche-Semperfrei (1920-2006).
Narodil se na zámku v Teplicích, který byl jedním z sídel rodu. Po druhé světové válce však byl rodině zkonfiskován majetek v Československu a znárodněn a celá rodina musela opustit zemi.
V zahraničí vystudoval práva a stal se obchodním manažerem.

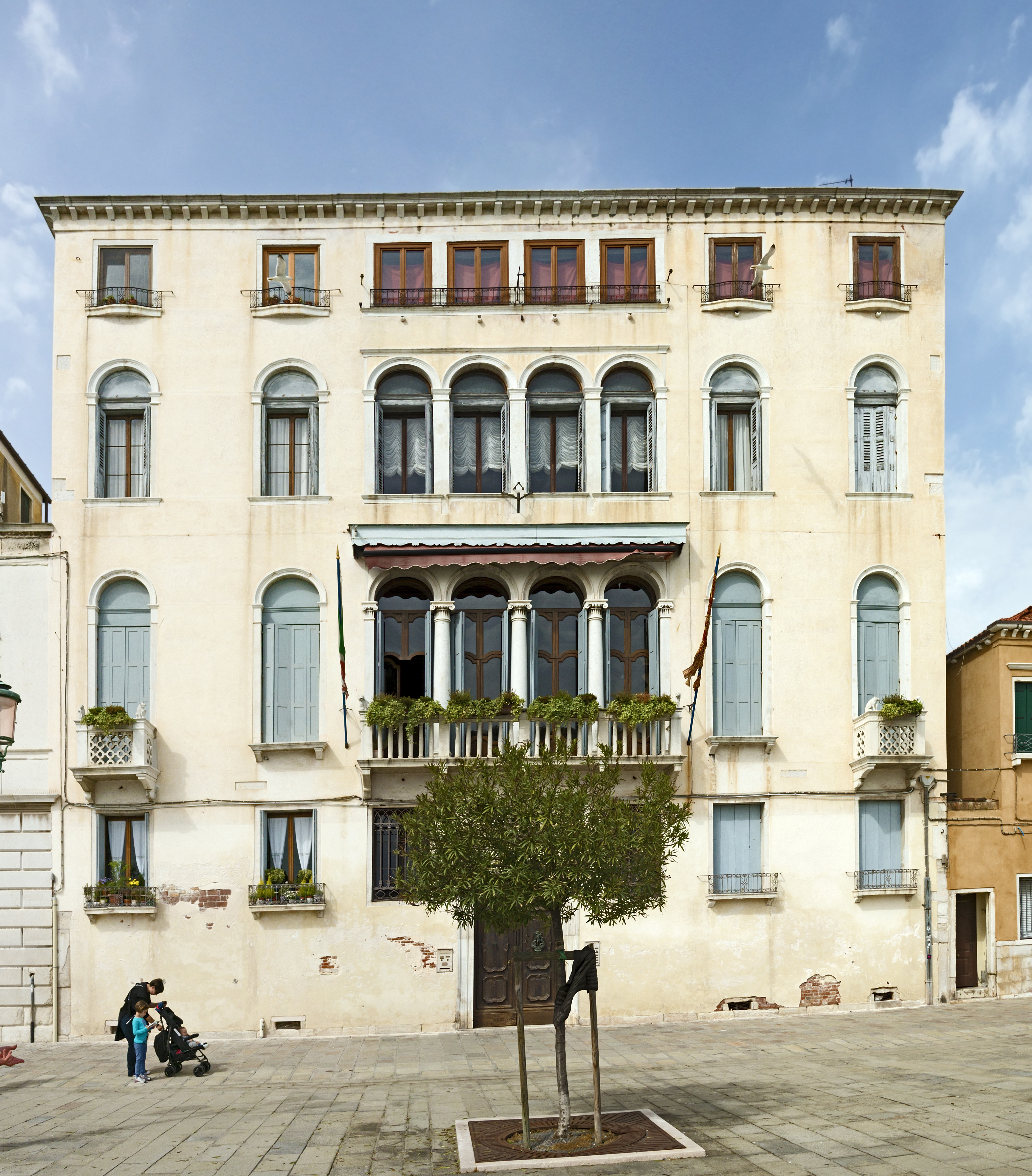
Palác Claryů v Benátkách

Jako hlava rodu sídlí kníže mimo jiné v paláci Claryů v Benátkách.
Hieronymus z Clary-Aldringenu je čestným a oddaným rytířem suverénního Maltézského řádu, jeho manželka čestnou dámou tohoto řádu. Ona je kromě toho také členkou dámského Řádu hvězdového kříže.

### Manželství a rodina
V roce 1980 se Jeroným z Clary-Aldringenu oženil s hraběnkou Tamarou z Flemmingu (* 1957). Manželé mají pět dětí, jedním z nich je Johannes z Clary-Aldringenu (* 1981), předpokládaný nástupce ve funkci hlavy rodu.